# Zhong Acheng
Zhong Acheng spesso conosciuto con lo pseudonimo di Ah Cheng (Pechino, 5 aprile 1949) è uno scrittore cinese.
Scrive anche sceneggiature per il cinema e la tv.

## Biografia
È nato a Pechino nel 1949, figlio del critico cinematografico Dianfei Zhong, la cui fornita biblioteca ha avuto un ruolo chiave nella crescita culturale del piccolo Acheng.

## Tematiche
È noto in occidente per la "Trilogia dei re" formata dai volumi di influenza taoista Il re degli alberi (1990), Il re dei bambini (1991) e Il re degli scacchi (1989). Viene considerato uno degli esponenti della "letteratura delle radici" (xungen wenxue), libera dalle influenze occidentali e più vicina alla tradizione cinese.
Altri suoi libri sono Vite minime (1991) e Diario Veneziano (1999).

## Opere pubblicate in Italia
- Il re degli scacchi (1990)
- Il re degli alberi (1990)
- Il re dei bambini (1991)
- Vite minime (1991)
- Il re degli scacchi.Il re degli alberi.Il re dei bambini ; Edizioni Club 1991 su licenza Edizioni Theoria
- Strade celesti (1994)
- Chiacchiere. Vita quotidiana e narrativa in Cina (1996)
- Diario Veneziano (1999)

## Filmografia parziale
- Yue Yue, regia di Gaowa Qiqin (1986)
- Fu rong zhen, regia di Xie Jin (1987)
- Il re dei bambini  (Hai zi wang), regia di Chen Kaige (1987)
- Qi wang, regia di Wenji Teng (1988)
- Ren zai Niu Yue, regia di Stanley Kwan (1989)
- Full Moon in New York Hua pi zhi: Yin yang fa wang, regia di Hu Jinquan (1992)
- Painted Skin, regia di Hu Jinquan (1993)
- Springtime in a Small Town (Xiao cheng zhi chun), regia di Tian Zhuangzhuang (2002)
- The Go Master (Wu Qingyuan), regia di Tian Zhuangzhuang (2006)
- The Assassin (Ci ke Nie Yin Niang), regia di Hou Hsiao-hsien (2015)